# Kayo Nishimura
Kayo Nishimura (jap. 西村 佳代 Nishimura Kayo; * 11. Juni 2006) ist eine japanische Tennisspielerin.

## Karriere
Nishimura spielt bislang vorrangig Turniere der ITF Junior Tour und der ITF Women’s World Tennis Tour, wo sie bislang einen Titel im Einzel gewinnen konnte.
2019 erreichte sie bei den Road to Wimbledon Finals 2019 bei den U14 das Halbfinale.
2023 stand sie im Finale des mit 15.000 US-Dollar dotierten ITF-Turniers in Monastir, wo sie gegen Angelica Raggi mit 6:3, 2:6 und 0:6 verlor. Im Oktober qualifizierte sie sich für das Hauptfeld des mit 40.000 US-Dollar dotierten W40 Nanao, wo sie mit einem 6:4- und 6:1-Sieg über Dasha Ivanova ins Achtelfinale einziehen konnte, dort aber mit 3:6 und 1:6 gegen Miho Kuramochi verlor.

## Turniersiege

### Einzel
| Nr. | Datum        | Turnier | Kategorie | Belag     | Finalgegnerin | Ergebnis |
| --- | ------------ | ------- | --------- | --------- | ------------- | -------- |
| 1.  | 19. Mai 2024 | Toyama  | ITF W15   | Hartplatz | Wu Ho-ching   | 6:4, 7:5 |